# The Stockholm Kaza Session
The Stockholm Kaza Session är ett musikalbum från 1996 med Rebecka Törnqvist och Per ”Texas” Johansson.

## Låtlista
1. My Shining Hour (Harold Arlen/Johnny Mercer) – 2:12
2. Out of This World (Harold Arlen/Johnny Mercer) – 6:28
3. The Peacocks (Jimmy Rowles) – 6:36
4. After You’ve Gone (Henry Creamer/Turner Layton) – 4:59
5. Fly Me to the Moon [instrumental] (Bart Howard) – 4:32
6. I’ve Grown Accustomed to Her Face (Frederick Loewe/Alan Jay Lerner) – 3:16
7. Honeysuckle Rose (Fats Waller/Andy Razaf) – 5:54
8. Danny’s Dream (Lars Gullin) – 4:26
9. Fly Me to the Moon [vocal] (Bart Howard) – 3:49
10. Atlantis (McCoy Tyner) – 2:21
11. Everytime We Say Goodbye (Cole Porter) – 3:24

## Medverkande
- Rebecka Törnqvist – sång, slagverk
- Per ”Texas” Johansson – tenorsax, basklarinett
- Max Schultz – gitarr
- Bobo Stenson – piano
- Markus Wikström – bas
- Magnus Öström – trummor

## Listplaceringar
| Lista (1996) | Topplacering |
| ------------ | ------------ |
| Sverige      | 12           |